# کبوتر تاج‌سفید
کبوتر تاج‌سفید (نام علمی: Patagioenas leucocephala) نام یک گونه از تیره کبوتران است.